# 武陵源

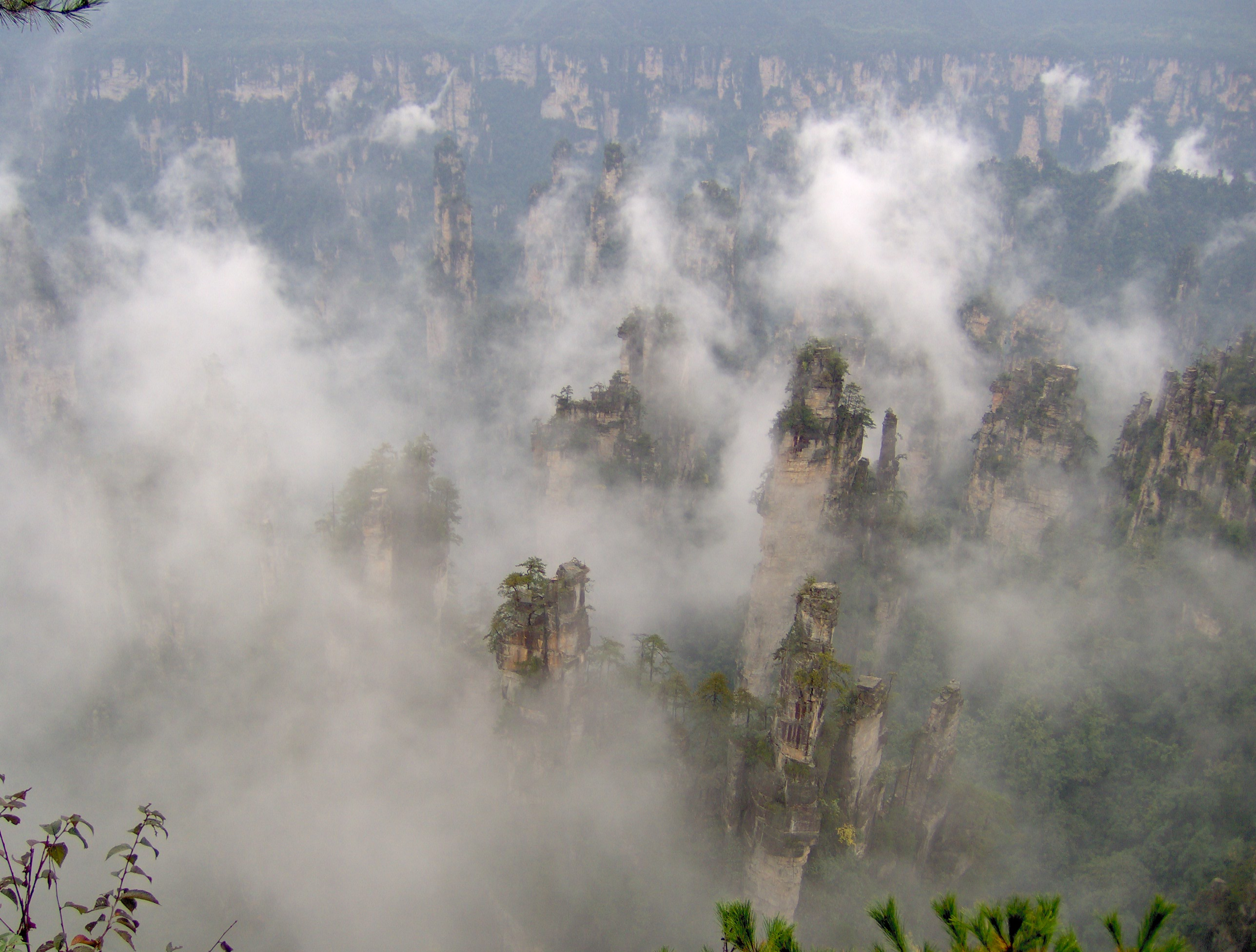
武陵源自然保護区にある張家界森林公園

武陵源（ぶりょうげん、拼音: Wǔlíngyuán）は、湖南省張家界市にある、張家界森林公園・索渓峪自然保護区・天子山自然保護区・当界風景区の４つの地域からなる自然保護区の総称。1992年より、ユネスコの世界遺産（自然遺産）に登録。中華人民共和国国家級風景名勝区（1988年認定）、中国の5A級観光地（2007年認定）、「張家界ユネスコ世界ジオパーク」でもある。

## 概要
1984年にこの地を訪れた胡耀邦によって王維の作品『桃源行』の武陵桃源（仙郷）に因んで命名された。武陵源は、その独特の石の柱が立ち並んでいる景観で知られる。その柱は珪岩で出来ており、二酸化珪素の含有率はおおよそ75%-95%である。その石柱のほとんどが200m以上あり、場所によっては300m以上のものも存在する。珪岩の外に一部ではカルスト地形などの石灰岩で出来た地形もあり、40ほどの洞窟が確認されている。
植物層も豊かで、中国第一級保護植物が4種、第二級が40種確認されている。動物ではドール、ツキノワグマ、キバノロなど28種の国家級保護動物が確認されている。
漢の時期、武陵山脈の近くに武陵郡を設置した。「源」は水と繋ぐ、水源の意味も含め、昔の詩の中によく「山と水があるいいところ～未来の先にあるものとは一体～」として使っていた。
また、邦画アバターのジェームズ・キャメロン監督と制作スタッフが劇中の山々の主なモデルを黄山や桂林と述べたことに対抗し、関係者の大量の写真撮影を根拠に本作に影響を与えたと張家界市が主張して武陵源の一部をアバター・ハレルヤ山に改称して中国で大きな議論を呼んだことでも知られる。
また、この地にあるエスカレータは屋外で最も高い高低差を持つエスカレータとして登録されている。

## 世界遺産の登録基準
この世界遺産は世界遺産登録基準のうち、以下の条件を満たし、登録された（以下の基準は世界遺産センター公表の登録基準からの翻訳、引用である）。
- (7) ひときわすぐれた自然美及び美的な重要性をもつ最高の自然現象または地域を含むもの。

## ギャラリー

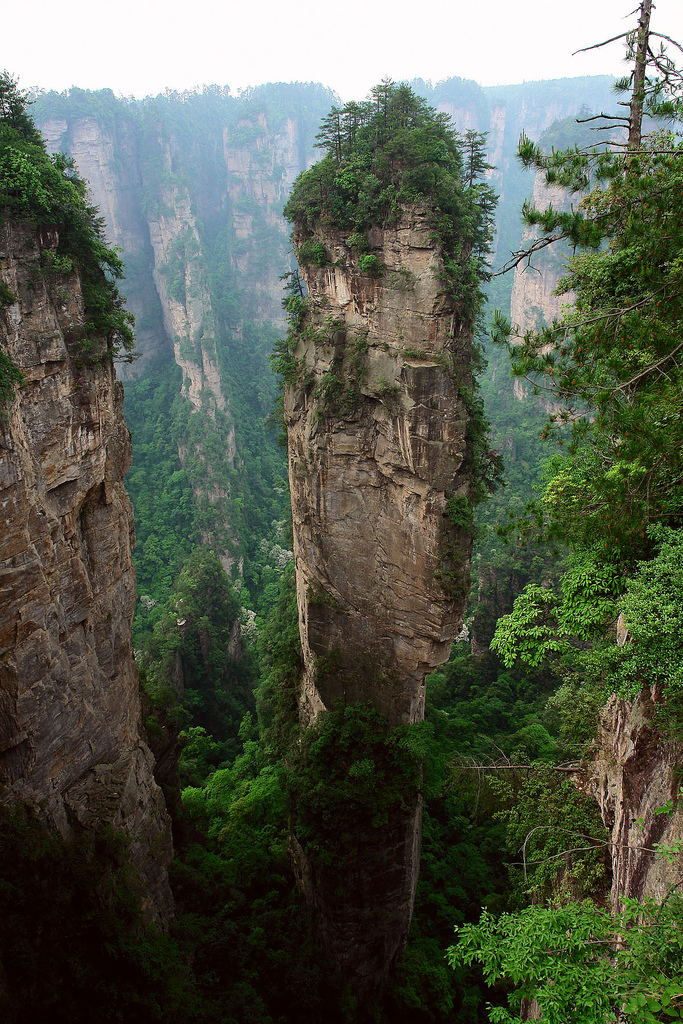
アバター・ハレルヤ山